# Museumgemaal Caners
Museumgemaal Caners is een museum in een voormalig gemaal in het Noord-Brabantse dorp Gewande.
Het motorgemaal is in 1933 in Delftse School architectuur gebouwd aan het einde van de Roode Wetering. en is in gebruik geweest tot 1979. Het doel van het gemaal was om de binnendijkse polders Hoog en Laag Hemaal droog te malen en te lozen op de Maas. Thans zijn nog twee authentieke machines, een met een elektromotor en een met een dieselmotor aangedreven verticale schroefpomp, te bewonderen.
Het museum laat de bezoeker de kringloop van het water zien. Ook is het voormalige gemaal in gebruik als een expositieruimte.